# Le Phénix (film, 1947)
Pour l’article homonyme, voir Le Phénix.
Pour plus de détails, voir Fiche technique et Distribution.
Le Phénix (不死鳥, Fushichō) est un film japonais réalisé par Keisuke Kinoshita, sorti en 1947.

## Synopsis
Sayoko Aihara élève son fils de quatre ans dans la grande demeure de sa belle-famille. Elle est la veuve du fils aîné de Naoya Yasaka, mort à la guerre. Alors que Yūji, le deuxième fils évoque sa volonté de se marier, Sayoko se remémore sa rencontre avec Shin'ichi, leur difficulté à faire accepter leur amour à un père de famille autoritaire, le départ à la guerre de Shin'ichi, leur mariage durant une permission d'une semaine et leur trop brève lune de miel.

## Fiche technique
- Titre : Le Phénix[1]
- Titre original : 不死鳥 (Fushichō?)
- Réalisation : Keisuke Kinoshita
- Scénario : Keisuke Kinoshita et Yoshirō Kawazu
- Photographie : Hiroshi Kusuda (ja)
- Musique : Chūji Kinoshita (ja)
- Montage : Yoshi Sugihara
- Société de production : Shōchiku
- Pays de production :  Japon
- Langue originale : japonais
- Format : noir et blanc — 1,33:1 — 35 mm — son mono
- Genre : drame
- Durée : 82 minutes[2] (métrage : neuf bobines - 2 251 m[2])
- Date de sortie : 
  - Japon : 11 décembre 1947[2]

## Distribution
- Kinuyo Tanaka : Sayoko Aihara
- Keiji Sada : Shin'ichi Yasaka
- Isamu Kosugi : Naoya Yasaka, son père
- Toyo Takahashi (ja) : Moto Yasaka, sa mère
- Akira Yamanouchi : Yūji Yasaka, son frère
- Tamotsu Kawasaki : Hiroshi Aihara, le frère de Sayoko
- Reiko Minakami : leur tante
- Fuyuki Murakami : leur oncle Eizō
- Eiko Takamatsu : la domestique de la famille Aihara

## Distinction
- Prix du film Mainichi de la meilleure actrice en 1948 pour  Kinuyo Tanaka (conjointement pour Le Mariage et L'Amour de l'actrice Sumako)[3]